# Панири
Панири (Аймара) — стратовулкан, находящийся в Эль-Льоа, Афтофагаста, Чили. Находится на границе с Боливией. На северо-западе от Панири находится вулкан Сан-Педро. На юго-востоке лежит вулкан Серро-дель-Леон, от которого Панири отделяет величественный Серро-Чао.
Клаудио Лусеро и Нельсон Муньос сделали первое зарегистрированное восхождение на Панири в 1972 году.  На вершине они обнаружили важные для археологии находки.